# Deutsche Feldhandball-Meisterschaft 1962
Die Deutsche Feldhandball-Meisterschaft 1962 wurde in einem Endrundenturnier zwischen dem 23. September und dem 28. Oktober 1962 ausgespielt. Das Turnier war die 13. vom DHB ausgerichtete Meisterschaftsrunde im Feldhandball der Männer. Das Endspiel fand am 28. Oktober 1962 vor 25.000 Zuschauern in Nürnberg statt, im Stadion „Zabo“ des 1. FC Nürnberg.
Neuer Deutscher Meister wurde der TSV 1860 Ansbach, der zum dritten Mal in ununterbrochener Folge das Endspiel erreicht hatte und dabei die zweite Feldhandball-Meisterschaft der Vereinsgeschichte gewann. Ansbach besiegte im Finale den TSV Grün-Weiß Dankersen mit 9:8.

## Modus
16 Mannschaften traten in einem Ausscheidungsturnier gegeneinander an, in dieser Saison mit einem neuen Modus: die Vorrunde (Achtelfinale) wurde wie gehabt im K.-o.-System gespielt, in der Zwischenrunde (Viertelfinale) und im Halbfinale wurden die Sieger der jeweiligen Paarungen erstmals in Hin- und Rückspielen ermittelt. Die Sieger des Halbfinales bestritten das Endspiel, es gab keine offiziellen Platzierungsspiele.
Die folgenden 15 Mannschaften hatten sich über die jeweiligen Regionalmeisterschaften direkt für die Vorrunde des Turniers qualifiziert; der THW Kiel, Deutscher Meister 1962 im Hallenhandball, hatte sich für die Großfeld-Endrunde nicht qualifiziert:
Norddeutsche Meisterschaft:
1. VfL Wolfsburg

Büdelsdorfer TSV
VSK Bungerhof
Westdeutsche Meisterschaft:
1. BSV Solingen 1898

TuS Lintfort (Titelverteidiger)
TuS 05 Wellinghofen
TSV Grün-Weiß Dankersen
Südwestdeutsche Meisterschaft:
1. TV Hochdorf

TSG Haßloch
TV Großwallstadt
Süddeutsche Meisterschaft:
1. TC Frisch Auf Göppingen

TSV 1860 Ansbach
SG Leutershausen
TSV Birkenau
Berliner Landes-/Regionalmeisterschaft:
1. Berliner SV 1892

Dazu kam als 16. Mannschaft der Vierte der Norddeutschen Meisterschaft, der Flensburger TB, der sich gegen den Berliner Vizemeister Polizei SV Berlin in einem Qualifikationsspiel am 16. September mit 9:8 knapp durchgesetzt hatte.
Die Spieldauer betrug 2 × 30 Minuten, bei Gleichstand nach regulärer Spielzeit wurde eine Verlängerung von 2 × 10 Minuten durchgeführt.

## Turnierverlauf
Während sich die Titelverteidiger aus Lintfort in der Vorrunde souverän durchsetzten, benötigte der Vizemeister des Vorjahres, der TSV Ansbach, die Verlängerung zu einem mühsamen Erfolg gegen den Dortmunder Verein TuS Wellinghofen. Die Auslosung der Zwischenrunde führte die Finalisten der beiden Vorjahre dann zusammen – Ansbach konnte beide Spiele gegen Lintfort gewinnen, ebenso wie die beiden Halbfinalspiele gegen Solingen. Zur Überraschungsmannschaft des Turniers avancierte der TSV Grün-Weiß Dankersen um den überragenden Nationalspieler Herbert Lübking, der den Berliner Meister BSV 1892 (Vorrunde), den Norddeutschen Meister VfL Wolfsburg (Zwischenrunde) und schließlich auch die Göppinger „Kempa-Buben“ (Halbfinale) ausschalten konnte – allerdings musste sich Dankersen sowohl in der Zwischenrunde als auch im Halbfinale in jeweils einem Spiel geschlagen geben und erreichte das Finale nur aufgrund der besseren Tordifferenzen aus Hin- und Rückspielen.
In einem dramatischen Endspiel – Dankersen führte mehrfach und hielt die Partie bis zum Ende offen – siegte Ansbach schließlich knapp, nicht zuletzt aufgrund der guten Leistung des Torwarts.
Am Vortag des Finales, am 27. Oktober 1962, waren die beiden Verlierermannschaften des Halbfinales – BSV Solingen und Frisch Auf Göppingen – zu einem inoffiziellen Spiel um den dritten Platz gegeneinander angetreten; Frisch Auf siegte in Solingen mit 9:13.

### Vorrunde
23. September
TSV 1860 Ansbach – TuS 05 Wellinghofen: 11:9 (nach Verlängerung)
TSV Grün-Weiß Dankersen – Berliner SV 1892: 21:15
BSV Solingen 1898 – TSG Haßloch: 13:7
TC Frisch Auf Göppingen – Flensburger TB: 21:10
TuS Lintfort – VSK Bungerhof: 14:6
VfL Wolfsburg – SG Leutershausen: 17:10
Büdelsdorfer TSV – TV Großwallstadt: 17:18
TV Hochdorf – TSV Birkenau: 10:17

### Zwischenrunde
30. September (Hinspiele) / 7. Oktober (Rückspiele)
TuS Lintfort – TSV 1860 Ansbach: 9:10 / 8:11
TSV Grün-Weiß Dankersen – VfL Wolfsburg: 16:12 / 15:17
TSV Birkenau – BSV Solingen 1898: 13:16 / 9:10
TV Großwallstadt – TC Frisch Auf Göppingen: 9:18 (29. September) / 14:18 (6. Oktober)

### Halbfinale
14. Oktober (Hinspiele) / 21. Oktober (Rückspiele)
BSV Solingen 1898 – TSV 1860 Ansbach: 7:10 / 9:14 (20. Oktober)
TSV Grün-Weiß Dankersen – TC Frisch Auf Göppingen: 12:7 / 11:14

### Endspiel
28. Oktober
TSV 1860 Ansbach – TSV Grün-Weiß Dankersen: 9:8 (Halbzeit: 4:4)